# Luis Gregorio Ramos
Luis Gregorio Ramos Misioné (* 15. Mai 1953 in Oviedo) ist ein ehemaliger spanischer Kanute.

## Erfolge
Luis Gregorio Ramos gehörte bei den Olympischen Spielen 1976 in Montreal zum spanischen Aufgebot im Vierer-Kajak auf der 1000-Meter-Strecke. Mit Herminio Menéndez, José María Esteban und José Ramón López gelang ihm nach Siegen in den Vorläufen und Halbfinalläufen die Qualifikation für das Finale. Dort mussten sich die Spanier lediglich dem sowjetischen Vierer geschlagen geben und gewannen somit die Silbermedaille. Vier Jahre darauf trat Ramos in Moskau mit Herminio Menéndez im Zweier-Kajak über 1000 Meter an. Sie gewannen ihren Vorlauf und auch ihr Halbfinale, ehe sie im Endlauf hinter Uladsimir Parfjanowitsch und Sergei Tschuchrai aus der Sowjetunion sowie den Ungarn István Szabó und István Joós den Bronzerang belegten. Bei den Olympischen Spielen 1984 in Los Angeles war Ramos wieder Teil der Mannschaft im Vierer-Kajak, mit der er den Endlauf erreichte und diesen auf dem sechsten Rang abschloss.
Weitere Medaillen gewann Ramos vor allem mit dem Vierer-Kajak bei Weltmeisterschaften. Bereits 1975 wurde er in Belgrad mit diesem Weltmeister, die Besatzung bestand dabei aus denselben Kanuten, die ein Jahr darauf olympisches Silber gewannen. 1977 belegte er über 500 und auch über 1000 Meter jeweils den dritten Platz. Erneut in Belgrad folgten 1978 eine Silbermedaille über 500 Meter sowie eine Bronzemedaille über die 1000-Meter-Distanz. Eine weitere Bronzemedaille gewann López im Einer-Kajak mit der 4-mal-500-Meter-Staffel bei den Weltmeisterschaften 1975. Außerdem wurde Ramos 1979 in Duisburg über 10.000 Meter und 1982 in Belgrad über 1000 Meter jeweils mit Herminio Menéndez im Zweier-Kajak Dritter. Bei den Mittelmeerspielen 1979 in Split sicherte er sich mit dem Vierer-Kajak sowohl über 500 Meter als auch über 1000 Meter die Goldmedaille. Im Einer-Kajak gewann er auf der 1000-Meter-Strecke Bronze.